# Llista de videojocs d'Xbox 360
Això és una llista dels videojocs publicats o desenvolupats per la consola Microsoft Xbox 360, organitzats alfabèticament pel nom. Aquesta llista no inclou els jocs Xbox Live Arcade, que estan detallats en el seu respectiu article. La Xbox 360 fou comercialitzada el 22 de novembre de 2005.
- El "∗" després del videojoc significa que es tracta d'un videojoc multiplataforma.
- El "FP" després del videojoc significa que la companyia és una first party o second party (pagades per Microsoft).

| Índex A B C D E F G H I J K L M N O P Q R S T U V W X Y Z |

## 0-9
- 100 Bullets - D3 Productions ∗
- 1XR - Infinite Games
- 2006 FIFA World Cup - EA Sports ∗
- 2 Days to Vegas - Steel Monkeys ∗
- 360 Mahjong - Success
- 6GUN II - BattleBorne ∗

## A
- A-Train X - Artdink
- Age of Conan - Eidos Interactive[1]
- Alan Wake - Remedy Entertainment FP ∗[2]
- Alive - Ubisoft
- Alone in the Dark: Near Death Investigation - Atari/Eden ∗ - Press-Start Arxivat 2007-09-27 a Wayback Machine.
- Amped 3 - 2K Games/Indie Built, Inc.
- APB - Webzen
- AquaZone - Frontier Groove
- Armored Core 4 - Sega/From Software ∗[3]
- Army of Two EA ∗
- Assassin's Creed - Ubisoft ∗[4]
- Assassin's Creed 2 - Ubisoft
- Assassin's Creed 3 - Ubisoft
- Avalon - Climax ∗

## B
- Battle Angel - James Cameron Project
- Battlefield 2: Modern Combat - EA/Digital Illusions *
- Battlefield: Bad Company - EA/Digital Illusions ∗
- Battlestations: Midway - Eidos Interactive
- Beowulf - 4HEAD Studios ∗
- Bioshock - 2K Games/Irrational Games
- Blazing Angels: Squadrons of WWII - Ubisoft ∗
- Blue Dragon - Mistwalker FP
- Bomberman: Act Zero - Konami/Hudson Soft
- Born Without a Face - Electronic Arts ∗
- Broken Saints - Gnosis Games ∗
- Brothers in Arms: Hell's Highway - Ubisoft/Gearbox ∗
- Brütal Legend
- Bullet Witch - AQ Interactive/Cavia
- Burnout Revenge - EA/Criterion ∗

## C
- Call of Duty 2 - Activision/Infinity Ward ∗
- Call of Duty 3 - Activision/Treyarch ∗
- Cars - THQ/Incinerator Games ∗
- Castlevania: Symphony of the Night (Para Xbox Live Arcade) - Konami
- Castle Wolfenstein - Activision/id Software/Raven Software
- CellFactor - Immersion Software
- Chromehounds - Sega/From Software
- Cipher Complex - Edge of Reality
- The Club - Sega/Bizarre Creations ∗
- CodeType-D - Mega Cyber
- College Hoops 2K6 - 2K Games/Visual Concepts∗
- Condemned: Criminal Origins - Sega/Monolith Productions∗
- The Conveni X - Hamster
- Crackdown - Real Time Worlds FP
- Cry Havoc - Artificial Studios
- Cry On - AQ Interactive/Mistwalker/Cavia
- Culdcept Saga - Namco Bandai/Omiyasoft

## D
- Dance Dance Revolution Universe - Konami
- The Darkness - 2K Games/Starbreeze ∗
- Dark Sector - Digital Extremes ∗
- Data-Fly - Origo Gaming Entertainment ∗
- Dead or Alive 4 - Tecmo/Team Ninja
- Dead or Alive Xtreme Beach Volleyball 2 - Tecmo/Team Ninja
- Dead or Alive: Code Chronos - Tecmo/Team Ninja
- Dead Rising - Capcom
- Def Jam 3 (en procés) - Electronic Arts ∗
- The Dimitri Project - Lionhead studios
- Dynasty Warriors 5: Empires - Koei/Omega Force ∗
- Dirty Harry (en procés) - Warner Bros. IE ∗
- Dog Tag - Diezel Power

## E
- Enchanted Arms - Ubisoft/From Software
- The Elder Scrolls IV: Oblivion - 2K Games/Bethesda Softworks∗
- Elveon - 10tacle Studios ∗
- Eragon
- Eternal Sonata
- Earth Defense Force X - (D3)
- Every Party - Game Republic FP

## F
- Fable 2 The Solus - Big Blue Box/Lionhead Studios
- Far Cry Instincts: Predator - Ubisoft
- Far East of Eden Ziria - Hudson
- F.E.A.R. - Vivendi/Monolith Productions/Day 1 Studios
- F.E.A.R. Extraction Point - Warner Bros. Interactive Entertainment/Monolith Productions
- FIFA 06: Road to FIFA World Cup - EA Sports
- FIFA 07 - EA Sports
- Fight Night: Round 3 - EA Sports ∗
- Final Fantasy XI - Square Enix ∗
- Football Manager 2006 - Sega Europe ∗
- Football Manager 2007 - Sega Europe ∗
- Forza Motorsport 2 (working title) - Microsoft Games FP
- Frontlines: Fuel of War - Kaos Studios/THQ
- Full Auto - Sega/Pseudo Interactive
- Fuzion Frenzy 2 - Hudson FP

## G
- Gears of War - Epic Games FP
- The Godfather: The Game - Electronic Arts ∗
- Golden Axe - Sega/Secret Level ∗
- Grand Raid Offroad - Asobo Studio ∗
- Grand Theft Auto IV - Rockstar Games ∗
- GTR - THQ/SimBim
- GUN - Activision/Neversoft *
- Gundam - Bandai

## H
- Half-Life 2 - Electronic Arts/Valve ∗
- Halo 3 - Bungie FP
- Halo Wars - Ensemble Studios ∗
- Heavy Rain - Quantic Dream ∗
- Hellboy - Konami/Krome Studios ∗
- Hitman: Blood Money - Eidos/IO Interactive ∗
- Huxley - Webzen ∗

## I
- Interstellar Marines - Zero Point Software ∗
- Untitled Indiana Jones Game - LucasArts

## J
- Just Cause - Eidos/Avalanche ∗

## K
- Kameo: Elements of Power - Rareware FP
- Kane & Lynch: Dead Men - Eidos/IO Interactive ∗
- Killing Day - Ubisoft *
- Killer Instinct 360 - Rare - Microsoft Game Studios
- King of Fighters: Maximum Impact 2 - SNK Playmore ∗
- Kingdom Under Fire: Circle of Doom - Blueside

## L
- Lego Star Wars II: The Original Trilogy - LucasArts/Travellers Tales ∗
- The Lord of the Rings: The Battle for Middle-earth II - Electronic Arts ∗
- Lost Odyssey - Mistwalker FP
- Lost Planet - Capcom
- Love Football - Namco
- Les aventures de Tintín: El secret de l'Unicorn - Ubisoft

## M
- Madden NFL 06 - EA Sports *
- Madden NFL 07 - EA Sports *
- Magna Carta 2 - Banpresto *
- Major League Baseball 2K6 - 2K Games/Visual Concepts ∗
- Marvel MMORPG (en procés) - Microsoft Game Studios FP
- Marvel: Ultimate Alliance - Activision/Raven Software ∗
- Mass Effect - BioWare FP
- Medal of Honor: Airborne - Electronic Arts∗
- Metronome - Team Tarsier ∗
- Mobile Ops: The One Year War - Bandai/Dimps ∗
- Monster Madness - Artificial Studios
- MotoGP 2006: Ultimate Racing Technology - THQ/Climax

## N
- Naruto (en procés) - Ubisoft ∗
- NBA 2K6 - 2K Games/Visual Concepts ∗
- NBA Live 06 - EA Sports ∗
- NCAA Football 07 - EA Sports ∗
- NHL 07 - EA Sports
- NHL 2K6 - 2K Games/Visual Concepts
- NHL 2K7 - 2K Games/Visual Concepts
- Need for Speed: Carbon - EA Games Canada∗
- Need for Speed: Most Wanted - EA Games Canada ∗
- Neo Geo Battle Coliseum - SNK Playmore
- Nine Dragons - Indy 21 Note - Japanese and Korean markets only
- Ninety-Nine Nights - PHANTAGRAM / Q Entertainment FP
- Ninja Gaiden 2 (en procés) - Tecmo/Team Ninja
- Untitled Team Ninja project (anomenat: Project Progressive) - Tecmo/Team Ninja
- Notcom Racing - ForwardGames ∗

## O
- The Outfit - THQ/Relic
- Outsider, The - Frontier
- Onechan Bara X - D3
- Open Season - Ubisoft ∗
- Operation Darkness - Success
- Over G Fighters - Ubisoft/Taito

## P
- Perfect Dark Zero - Rareware FP
- Perfect Dark Remix (en procés) - Rareware FP
- Peter Jackson's King Kong - Ubisoft ∗
- Phantasy Star Universe - Sega ∗
- Possession - Blitz Games ∗
- Prey - 2K Games/Human Head/Venom Games ∗
- Pro Baseball Spirits - Konami
- Pro Evolution Soccer 6 - Konami ∗
- Project Assassins - Ubisoft
- Project Delta - Playlogic International ∗
- Project Embrace - Origo Gaming Entertainment ∗
- Project Gotham Racing 3 - Bizarre Creations FP
- Project Gotham Racing 4 - Bizarre Creations FP
- Project Progressive - Tecmo/Team Ninja
- Project Sylpheed - Square Enix/Game Arts
- Psychopath - Titan Productions ∗

## Q
- Quake 4 - Activision/id Software/Raven Software ∗

## P
Pimp mi ride-mtv games

## R
- Rayman Raving Rabbids - UbiSoft ∗
- Resident Evil 5 - Capcom ∗
- Ridge Racer 6 - Namco
- Rockstar Games Presents Table Tennis - Rockstar Games
- Rumble Roses XX - Konami/Yuke's

## S
- Saints Row - THQ/Volition
- Samurai Warriors 2 - Koei/Omega Force ∗
- Scarface: The World is Yours - Vivendi Universal/Radical Entertainment ∗
- Secret Service - Tigon ∗
- Sega Rally Revo - Sega ∗
- Senko no Ronde rev.X - Sega/G.rev
- The Shadow of Aten - Silicon Garage
- Shadowrun - FASA FP
- Shutokou Battle - Genki
- Sonic the Hedgehog - Sega/Sonic Team ∗
- Soul Calibur IV - Namco
- Spider-Man 3 - Activision ∗
- Stranglehold - Midway/Tiger Hill ∗
- Stuntman 2 - Atari/Reflections Interactive *
- Superman Returns - EA ∗
- Super Robot Wars - Banpresto

## T
- Tenchu 360 (en procés) - From Software
- Tengai Makyo Ziria: Yurakanaru Jipang - Hudson Soft/Red Entertainment
- Test Drive Unlimited - Atari
- Theseis - Track7 Games
- Tiger Woods PGA Tour 06 - EA Sports ∗
- TimeShift - Atari/Saber Interactive ∗
- TNA iMPACT! - Midway ∗
- Tokyo Extreme Racer - Genki
- Tom Clancy's Ghost Recon Advanced Warfighter - Ubisoft ∗
- Tom Clancy's Rainbow Six: Vegas - Ubisoft ∗
- Tom Clancy's Splinter Cell: Conviction - Ubisoft ∗
- Tom Clancy's Splinter Cell: Double Agent - Ubisoft ∗
- Tomb Raider: Legend - Eidos/Crystal Dynamics ∗
- Tony Hawk's American Wasteland - Activision/Neversoft ∗
- Tony Hawk's Project 8 - Activision/Neversoft ∗
- Too Human Trilogy - Silicon Knights FP
- Top Spin 2 - 2K Games/Power & Magic
- Transformers - Activision ∗
- Trusty Bell: Chopin's Dream - Namco-Bandai/tri-Crescendo
- Turok - Buena Vista Games/Propaganda Games ∗
- Two Worlds - TopWare/Reality Pump

## U
- Untitled Square Enix RPG - Square Enix
- Untitled MMORPG - Square Enix
- Untitled John McTiernan Game - Ubisoft

## V
- Vampire's Rain - AQ Interactive/Artoon ∗
- Versus Tactical Action - Arc System Works
- Viva Piñata - Rare FP
- Voodoo Nights - Mindware Studios
- Virtua Fighter X (en procés) - Sega
- Virtua Tennis 3 - Sega/AM2 ∗

## W
- Way of the Samurai Online (en procés) - Spike/Acquire
- Winning Eleven: Pro Evolution Soccer 2007 - Konami ∗
- World Championship Poker: Featuring Howard Lederer "All In" - Crave ∗
- World Series of Poker: Tournament of Champions - Activision/Left Field ∗
- Wrestle Kingdom - Yuke's
- WWE SmackDown vs. Raw 2007 -THQ/Yukes ∗

## X
- X-Men: The Official Game - Activision/Z-Axis ∗

## Z
- Zegapain XOR - Bandai Namco
- Zoids Infinity EX Neo - TOMY